# شتي يا بيروت (مسلسل)
شتي يا بيروت هو مسلسل لبناني، تم عرضه في 28 نوفمبر 2021.

## قصة المسلسل
يدور في إطار أزمنة مختلفة يتداخل فيها الماضي بالحاضر، وتعكس عبث هذه الحياة التي نعيشها وأحداثها و، يعالج موضوع الثأر والانتقام بين الأخوة وأولاد العم في قالب جديد إلى حد ما، كما يعالج موضوع الفقد والخسارة بين أفراد الأسرة الواحدة حيث تبذل الشخصيات جهداً كي لا يخسروا من يحبون سواء كان أباً أو أماً أو عشيقاً.  

## طاقم العمل

### الممثلين
- عابد فهد
- ديما بياعة
- فادي أبي سمرا
- سامر إسماعيل
- فايز قزق
- إلسا زغيب
- رامز الأسود
- لين غرة
- زينة مكي
- حلا أيوب – ظهور في الحلقة الثالثة.[4][5]

### تأليف
- بلال شحادات (المؤلف)
- صادق الصباح (فكرة العمل)

### إخراج
- إيلي السمعان

### إنتاج
- صادق الصباح